# Лаїно
Лаїно (італ. Laino) — муніципалітет в Італії, у регіоні Ломбардія, провінція Комо.
Лаїно розташоване на відстані близько 530 км на північний захід від Рима, 60 км на північ від Мілана, 17 км на північ від Комо.
Населення — 513 осіб (2014).
Щорічний фестиваль відбувається 10 серпня. Покровитель — святий мученик Лаврентій.

## Демографія
Населення за роками:

Станом на 1 січня 2023 року в муніципалітеті офіційно проживали 32 іноземці з 14 країн, серед них 10 громадян країн Євросоюзу та 4 громадяни України.

## Сусідні муніципалітети
- Блессаньо
- Клаїно-кон-Остено
- Колонно
- Пелліо-Інтельві
- Пігра
- Понна
- Рампоніо-Верна
- Сан-Феделе-Інтельві